# Patripasianismo
El patripasianismo (del latín pater, patris, padre, y passus, padecer) fue una doctrina cristiana monarquianista de los siglos II y III que negaba el dogma de la Trinidad al considerar la misma como tres manifestaciones de un ser divino único, sosteniendo que fue el mismísimo Dios Padre quien había venido a la Tierra y había sufrido en la cruz bajo la apariencia del Hijo.
Esta doctrina, considerada herética tras ser condenada en 261 por el Concilio de Alejandría, es también conocida como sabelianismo al ser su principal defensor el obispo Sabelio.
- Datos: Q1293300